# Сорвагсватн
Сорвагсватн або Лейтісвант(фарерською: Sørvágsvatn / Leitisvatn) — найбільше озеро Фарерських островів розташоване на острові Воар.

## Географія
Сорвагсватн розташоване у південній частині острова Воар. Тягнеться озеро з півночі на південь і має довжину 6 км, максимальна ширина 800 м, глибина озера 59 м, що робить його найглибшим на Фарерських островах. Площа водного дзеркала охоплює 3,56 км², що втричі більше ніж площа іншого озера Фялаватн (Fjallavatn), яке також знаходиться на острові Воар.

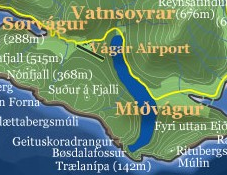
Розташування озера на острові Воар

На півдні озеро переходить в струмок Bøsdalaá, а згодом у водоспад Bøsdalafossur та з висоти 32 метри впадає у Атлантичний океан.
На протилежному північному березі розташоване місто Вантсойрар, де знаходиться єдиний піщаний пляж на озері, тоді як всі інші — кам'янисті.

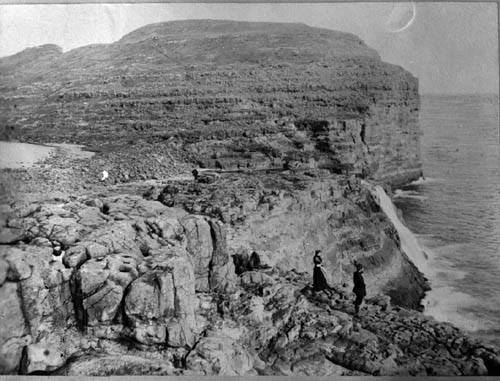
Водоспад Босдалафосур (Bøsdalafossur)

## Назва
Плутанина в назвах походить від того, що поблизу озера розташовані два населених пункти, жителі яких змагаються за право називати водойму по-своєму. Селище Мідвагур (Miðvágur) розташоване на східному березі озера, дало назву Лейтісватн, оскільки землі поруч з озером вони називають Лейті. Жителі містечка Сорвагур, розташованого трохи далі від озера, бажають, щоб водойма називалася на честь їхнього міста, оскільки воно засноване значно раніше Мідвагура. Крім цих двох назв, існує і третя, якою користуються ті фарерівці, яким нецікаві пустопорожні суперечки та називають його просто «Озеро» (Vatni). Та поки що більш офіційною назвою є все-таки Сорвагсватн.

## Історія
Коли Фарерські острови під час Другої світової війни були окуповані Великою Британією, озеро служило аеродромом для гідролітаків. Та згодом на західному березі озера було побудовано аеропорт «Вагар».
24 березня 2005 року на озері здійснив аварійну посадку приватний американській літак.